# Первомайський ґебіт
Первома́йський ґебі́т, або Первома́йська окру́га (нім. Kreisgebiet Perwomaisk) — адміністративно-територіальна одиниця генеральної округи Миколаїв райхскомісаріату Україна з центром у Первомайську.

## Історія
Округу утворено 15 листопада 1941 опівдні з лівобережної частини міста Первомайськ (Ольвіополь і Богопіль) та Благодатненського, Вільшанського, Добровеличківського, Первомайського, Піщанобрідського і Тишківського районів тогочасної Миколаївської області. Правобережна частина Первомайська (Голта) відійшла до утвореного румунським окупаційним режимом Голтянського повіту губернаторства Трансністрія.
Станом на 1 вересня 1943 Первомайський ґебіт поділявся на 7 німецьких районів:
- Благодатнівський (нім. Rayon Blagodatnoje)
- Вільшанський (нім. Rayon Olschanka)
- Добровеличківський (нім. Rayon Dobrowelitschkowka)
- Первомайський міський (нім. Rayon Perwomaisk-Stadt)
- Первомайський сільський (нім. Rayon Perwomaisk-Land)
- Піщанобрідський (нім. Rayon Pestschany Brod)
- Тишківський (нім. Rayon Tischkowka).[1]

22 березня 1944 року адміністративний центр округи відвоювали радянські війська.